# Jörg Müller
Jörg Müller (Kerkrade, 3 settembre 1969) è un pilota automobilistico tedesco.

## Carriera
Nel 1989 Müller vinse il titolo nazionale nel Formula Opel Lotus Challenge e quello europeo di Formula Ford 1600.
Campione tedesco di Formula 3 del 1994, vinse una corsa Supertouring per la BMW nel 1995 e nel 1995-1996 la 24 Ore di Spa, così come il campionato di Formula 3000 nel 1996 per il team RSM Helmut Marko Lola-Zytek.
Dal 1997 al 1998, Müller fu un testdriver di Formula 1 per Arrows e Sauber-Petronas, prima di essere ingaggiato dal progetto BMW-Williams per test su motori e pneumatici Michelin dal 1999 al 2001.
Sempre fra il 1997 ed il 2000 ha intanto corso per la Nissan, oltre ad essere parte della squadra che vinse la 24 Ore di Daytona su Porsche 911 GT1 e di quella che nel 1999 condusse la 24 Ore di Le Mans per 18 ore su BMW V12 LMR.
Nel 2000 (BMW V12 LMR) e 2001 (BMW M3 GTR V8), Müller conquistò le American Le Mans Series (ALMS) per BMW e Schnitzer Motorsport.
Dal 2002 alla stagione 2005, Müller ha poi guidato una BMW E46 turismo per il Team Deutschland (chiamato anche Team Germany) nel Campionato Europeo Turismo (ora WTCC). L'edizione 2004 della 24 Ore del Nürburgring fu vinta da Müller (con Dirk Müller e Hans-Joachim Stuck) su BMW M3 GTR V8 che aveva pilotato nel 2001 nelle ALMS.
Giunge secondo nel 2006 nel campionato mondiale turismo alle spalle di Andy Priaulx. Nel 2014 prende parte al documentario Adrenalin: The BMW Touring Car Story.